# Юри (певица)
Юри (исп. Yuridia Valenzuela Canseco; род. 6 января 1964) — широко известная в странах Латинской Америки мексиканская певица и актриса, которую (согласно Allmusic) «часто называют мексиканской Мадонной».
Юри дебютировала в 1978 году с синглом «Tu Iluminas Mi Vida» (испанской версией «You Light Up My Life») и одноимённым альбомом. Её первым мексиканским хитом стал «Esperanza», заглавный трек второго альбома. После выхода третьего альбома Llena de Dulzura (1981) Юри стала первой латиноамериканской певицей в истории, получившей золотой диск в Испании. Первый большой международный успех певице принёс сингл «Maldita Primavera», всемирный тираж которого превысил миллион. За ним последовал второй смэш-хит «El Pequeño Panda de Chapultepec».
Три альбома Юри — Aire (# 8, 1988), Soy Libre (# 10, 1991), Huellas (# 12, 1998) — входили в первую двадцатку Billboard Latin Pop Albums Chart Три её сингла — «Que Te Pasa» (1988), «Hombres Al Borde de un Ataque de Celos» (1989) и «Detras de Mi Ventana» (1893) — возглавляли список Billboard Hot Latin Tracks.
В числе известных фильмов с участием Юри — «Milagro en el Circo» (1979) и «Canta Chamo» (1985); в 1997 году вышла биографическая кинолента «Yuri, Mi Verdadera Historia».